# Nesticus pecki
Nesticus pecki är en spindelart som beskrevs av Hedin och Dellinger 2005. Nesticus pecki ingår i släktet Nesticus och familjen grottspindlar. Inga underarter finns listade i Catalogue of Life.